# Neoxestolabus clinolaboides
Neoxestolabus clinolaboides is een keversoort uit de familie bladrolkevers (Attelabidae). De wetenschappelijke naam van de soort werd in 1938 gepubliceerd door Eduard Voss.